# Dichotomius bucki
Dichotomius bucki är en skalbaggsart som beskrevs av Guido Pereira 1953. Dichotomius bucki ingår i släktet Dichotomius och familjen bladhorningar. Inga underarter finns listade i Catalogue of Life.